# Deutsche Fechtmeisterschaften 1931
Bei den Deutschen Fechtmeisterschaften 1931 wurden Wettbewerbe im Herrenflorett, Herrendegen und Herrensäbel ausgetragen, bei den Damen gab es nur einen Wettbewerb im Florett. Die Einzelmeisterschaften fanden vom 14. bis 17. Mai in Dresden statt, die Mannschaftsmeisterschaften vom 2. bis 4. Oktober in Halle. Die Meisterschaften wurden vom Deutschen Fechter-Bund organisiert, wobei bei den Mannschaftsmeisterschaften erstmals auch Mannschaften des Deutschen Turner-Bundes antraten. Der Fechtverband des Deutschen Turner-Bundes richtete vom 1. bis 2. August zusätzlich eigene Mannschaftsmeisterschaften im Säbelfechten in Kassel aus. Die Fechter des Turner-Bundes nahmen jedoch auch an den Meisterschaften in Halle teil.

## Einzel
Die Einzelmeisterschaften wurden vom 14. bis zum 17. Mai vom Deutschen Fechter-Bund in Dresden ausgetragen.

### Herrenflorett
| Platz | Sportler          | Verein              |
| ----- | ----------------- | ------------------- |
| 1     | Julius Eisenecker | Hermannia Frankfurt |
| 2     | Stefan Rosenbauer | Hermannia Frankfurt |
| 3     | Leonhardt         | Dresdner Fecht-Club |

### Damenflorett
| Platz | Sportler            | Verein                          |
| ----- | ------------------- | ------------------------------- |
| 1     | Tilly Merz          | FC Rüdesheimer                  |
| 2     | Rotraud von Wachter | Florett-Club München im TV Jahn |
| 3     | Talman              | Hamburger FC                    |

### Herrendegen
| Platz | Sportler          | Verein              |
| ----- | ----------------- | ------------------- |
| 1     | Stefan Rosenbauer | Hermannia Frankfurt |
| 2     | Heinz Hax         | Wünsdorf            |
| 3     | Siegfried Lerdon  | Spandau             |

### Herrensäbel
| Platz | Sportler          | Verein              |
| ----- | ----------------- | ------------------- |
| 1     | Heinrich Moos     | BK Berlin           |
| 2     | Julius Eisenecker | Hermannia Frankfurt |
| 3     | Leonhardt         | Dresdner Fecht-Club |

## Mannschaft
Die Mannschaftsmeisterschaften fanden vom 2. bis 4. Oktober in Halle statt. Obwohl der Fechtverband des Deutschen Turner-Bundes im August schon eigene Meisterschaften ausgetragen hat, nahmen sowohl Mannschaften des Deutschen Fechter-Bundes als auch Mannschaften des Turnerbundes am Turnier teil. Es war somit die erste Meisterschaft, die von Fechtern des Turner-Bundes und des Deutschen Fechter-Bundes gemeinsam bestritten wurde.
Im Florett nahmen vier Mannschaften teil, im Degen acht und im Säbel fünf. In den Säbel- und Florettwettbewerben wurde jeweils eine Runde gefochten, in der jede Mannschaft gegen alle anderen antrat. Im Degenwettbewerb gab es Vorrunden und eine Endrunde mit vier Mannschaften. Die Mannschaften bestanden aus vier Fechtern und einen Ersatzfechter. Jeder Fechter focht gegen alle Fechter des anderen Teams, sodass ein Mannschaftskampf aus 16 Einzelgefechten bestand. Die Mannschaft mit der höheren Anzahl an Siegen gewann. Bei gleicher Anzahl an Siegen gewann die Mannschaft mit weniger erhaltenen Treffern. In Säbel und Florett wurde auf fünf Treffer gefochten, im Degen auf zwei.

### Florett
| Platz | Verein              | Sportler                                                          |
| ----- | ------------------- | ----------------------------------------------------------------- |
| 1     | Hermannia Frankfurt | Erwin Casmir Stefan Rosenbauer Adolf Jewarowski Julius Eisenecker |
| 2     | TV Chemnitz         | Siegfried Berthold Max Buder Paul Postel Riedel                   |
| 3     | Hamburger FC        | Karl Ohlsen Körner Ernst Röthig Fera                              |

Weitere Platzierungen: 4. Polizeischule  Spandau 1

### Degen
| Platz | Verein                                  | Sportler                                                          |
| ----- | --------------------------------------- | ----------------------------------------------------------------- |
| 1     | Hermannia Frankfurt                     | Erwin Casmir Stefan Rosenbauer Adolf Jewarowski Julius Eisenecker |
| 2     | Heeressportschule Wünsdorf (Reichswehr) | Heinz Hax Naudé Ulrich Dinkelacker Heigl                          |
| 3     | Polizeischule Spandau 1                 | Rosenfeld Kahl Siegfried Lerdon Brockmann                         |

Weitere Platzierungen: 4. Polizeischule  Spandau 2

### Säbel
| Platz | Verein                         | Sportler                                                           |
| ----- | ------------------------------ | ------------------------------------------------------------------ |
| 1     | Hermannia Frankfurt            | Erwin Casmir Stefan Rosenbauer Julius Eisenecker Hans-Georg Jörger |
| 2     | Fechtklub Deutsche Bank Berlin | Heinrich Moos Alfred Bär Ludwig Weinacht Hermann                   |
| 3     | Hamburger FC                   | Körner Ernst Röthig Fera Karl Ohlsen                               |

Weitere Platzierungen: 4. TV Chemnitz, 5. Jena